# Polinezasićena mast
Polinezasićeni lipidi su triacilgliceroli u kojima se ugljovodonični rep estra sastoji od polinezasićenih masnih kiselina (masnih kiseline koje poseduju više od jedne dvostruke veze između ugljenika). Termin „nezasićeni“ se odnosi na činjenicu da molekuli sadrže manje od maksimalne količine vodonika. Ti materijali postoje kao cis ili transizomeri u zavisnosti od geometrije dvostruke veze. 
Zasićene masti imaju ugljovodonične lance koji se veoma lako mogu složiti. Ugljovodonični lanci transmasti se mogu lakše složiti od cis masti, a teže od zasićenih masti. Stoga generalno tačke topljenja masti se povećavaju od cis do transnezasićenih i zatim do zasićenih. 